# Walenhoek
De Walenhoek is een natuurgebied van 60 hectare op het grondgebied van Niel en Schelle in de Belgische provincie Antwerpen.

## Geschiedenis
Eind jaren '70 werd de ontginning van klei stopgezet. De kleiputten werden bewaard als natuurgebied. Het gebied werd eigendom van ANB en Natuurpunt.

## Gebied
Het gebied omvat een variatie van broeken, het Nielsbroek van de Nielse beek, struweel, kleiputten, rietkragen, bossen.

## Fauna en flora

### Fauna
Ongewervelden
- Bruine korenbout

Vogels
- Blauwe reiger, nachtreiger, fuut, knobbelzwaan, aalscholver, blauwborst, kuifeend, meerkoet, waterhoentje, kleine karekiet.

### Flora
In het gebied werden een 500-tal soorten paddenstoelen waargenomen: rode kelkzwam, voorjaarspronkridder en harde voorjaarssatijnzwam, zompzwam, wilgenrussula, koperkleurige gordijnzwam, gegordelde gordijnzwam, wilgenvaalhoed, nitreuze elzensatijnzwam, eikenboleet, peperboleet, narcisridderzwam, rimpelige gordijnzwam, anijskurkzwam, citroengele satijnzwam en oranjebloesemzwam.